# マウロ・フォルギエリ

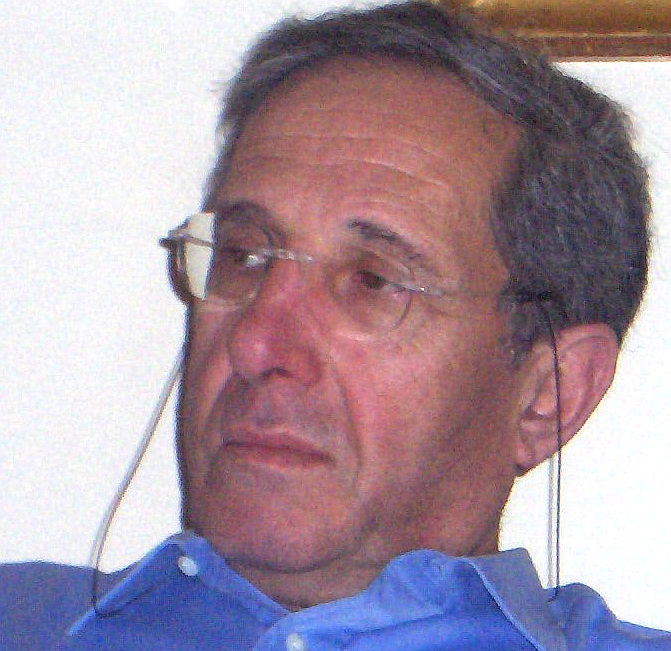
マウロ・フォルギエリ（2005年）

マウロ・フォルギエリ（Mauro Forghieri 、1935年1月13日 - 2022年11月2日）は、イタリアのレーシングカーおよびエンジン設計者。
スクーデリア・フェラーリやランボルギーニの元チーフデザイナーとして知られる。

## 略歴

### フェラーリ時代

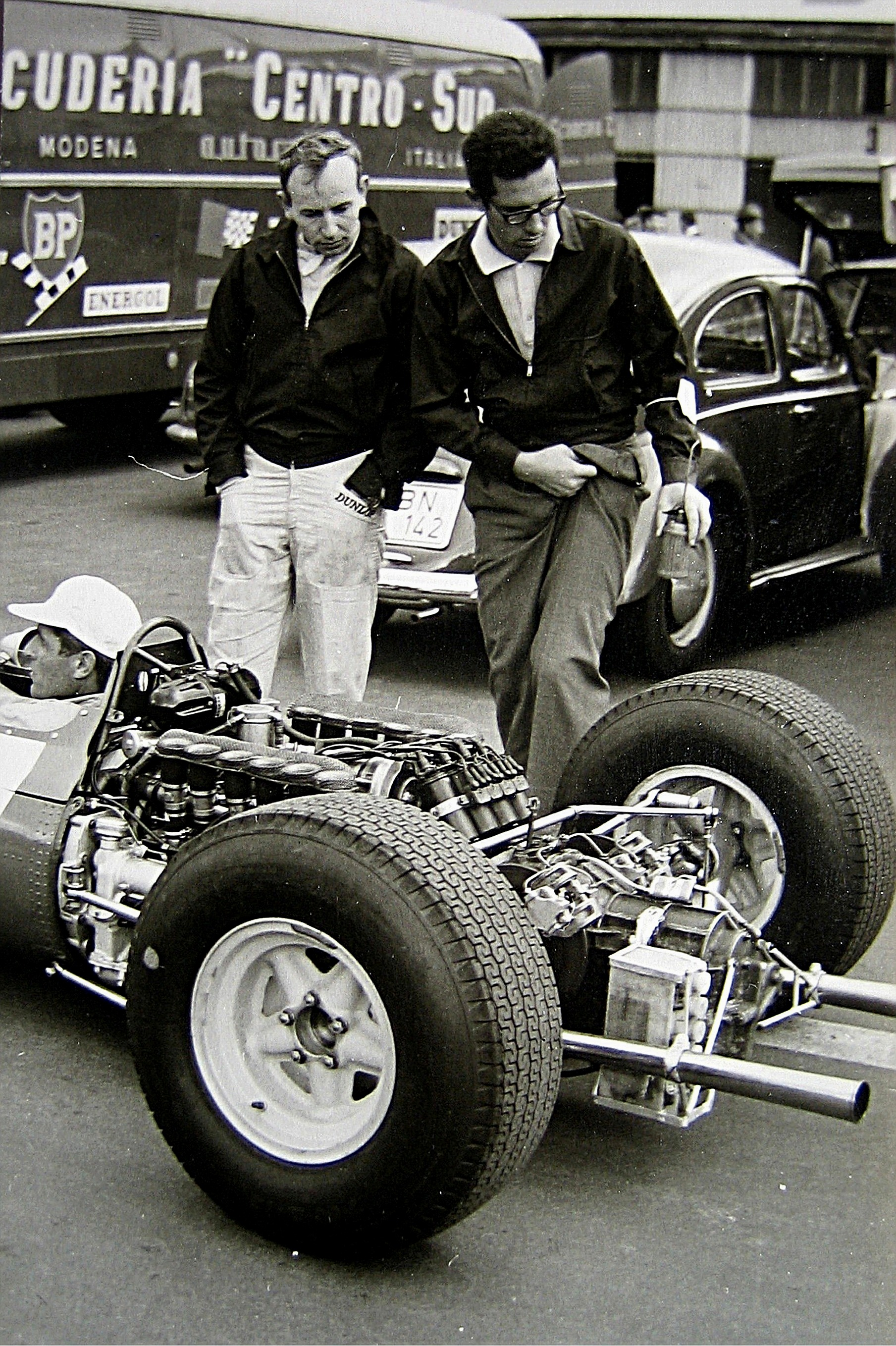
ジョン・サーティース（左）とフォルギエリ（1965年ドイツGP）

モデナ出身。ボローニャ大学で機械工学の学位を取得。教職に就いたのち、父の伝手でエンツォ・フェラーリと面談し1959年にフェラーリに入社した。カルロ・キティの下で働き、1961年にキティらチーム主要メンバーが離脱すると、26歳でレース部門の開発責任者となった。処女作となる「158F1」で1964年のF1ドライバーズ（ジョン・サーティース）、コンストラクターズ両タイトルを獲得した。
スポーツカー耐久レースではPシリーズ（プロトタイプ）を発展させ、フォードやポルシェと熾烈な覇権争いを展開した。車体・エンジン両面を設計するレーシングカーデザイナーの最後の世代であり、北米のCan-Amシリーズ、オセアニアのタスマンシリーズなど、幅広いカテゴリのマシンを手がけた。
1970年には低重心の12気筒水平対向エンジンを開発。熟成に手間どり一時的に開発チームから外されたこともあったが、次第に戦闘力を発揮するようになる。1975年の312T（Tは横置き(Trasversale)の頭文字）では横置き式ギアボックスを採用し、操縦性能を向上させた。312Tシリーズはグラウンド・エフェクト・カーにまで発展しながら3度のドライバーズチャンピオン（1975年、1977年のニキ・ラウダ、1979年のジョディ・シェクター）と4度のコンストラクターズチャンピオン（1975年、1976年、1977年、1979年）を獲得した。
312Tシリーズの成功にはエンジニア的な素養をもつラウダの貢献も大きい。情熱的なフォルギエリとクールなラウダの個性が衝突し人目をはばからず口論する場面もあったが、マシン開発においては強力なパートナーとなった。ラウダは自著においてフォルギエリのことを「天才だが狂人でもある」と評している。
1976年のドライバーズチャンピオンを決するF1日本ラウンドにおいて、危険な路面状況を理由にラウダがリタイアを選んだ際、フォルギエリは立場を庇い「記者にはマシントラブルでリタイアしたと言え」と助言したという。
1981年にはルノーに次いでターボエンジンを開発したが、増大したエンジンパワーと旧態なシャーシ設計のアンバランスが操縦性能の悪化を招いた。フェラーリはシャーシ設計家としてハーベイ・ポスルスウェイトを招聘し、フォルギエリがエンジン開発に専念する体制で1982年と1983年のコンストラクターズタイトルを獲得した。しかし次第に勝てなくなり、フォルギエリは1985年に市販車技術研究部門へ転属することになった（事実上の左遷）。市販車技術研究部門では4WD及び4WSを採用したコンセプトカーフェラーリ・408を開発した。

### ランボルギーニ時代

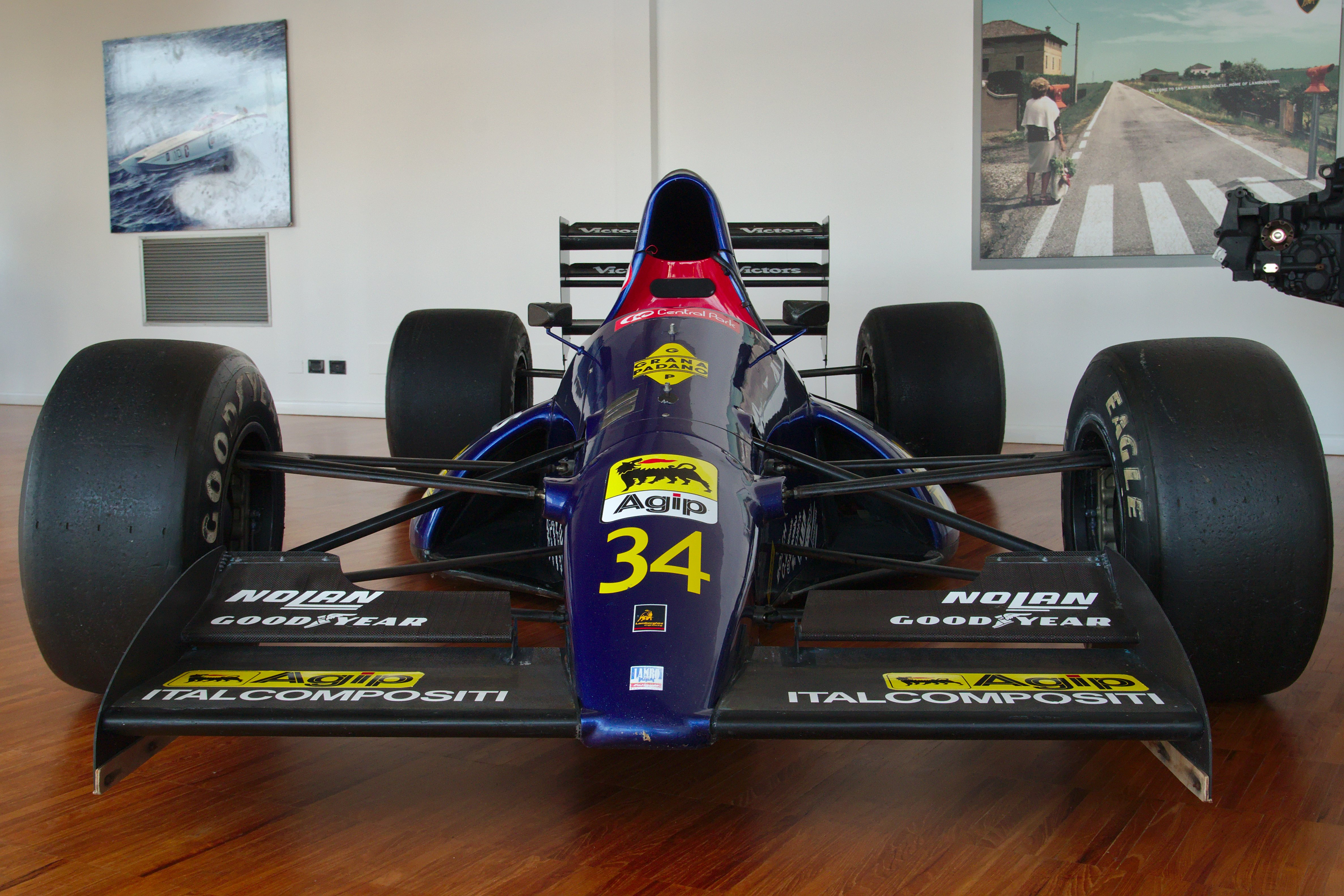
モデナ・ランボ291

フェラーリ・408を開発したものの、フェラーリは4WDを市販車に採用する気は全くなく、また408を市販するつもりもなかった。そのため新天地を求めて1987年に長年在籍したフェラーリを離れ、高級スポーツカーメーカーとしてライバル関係にあるランボルギーニへ移籍した。ランボルギーニのF1計画は親会社のクライスラー主導で、フォルギエリが担当したV型12気筒エンジンをローラ（ラルース）、ロータス、リジェなどに供給した。勝利は挙げられなかったものの、甲高いV12サウンドは本家フェラーリよりも美しいと評された。
ランボルギーニはメキシコのグラスチームのF1参戦をバックアップする予定だったが、グラスF1設立を提言したメキシコ人の富豪が資金を持ち逃げしたこともあり、資金が底をつき参戦困難となった。計画の破綻により1991年にモデナとして独自参戦する。フォルギエリが全面的に手がけた291は三角形の小型サイドポンツーンなど個性的なデザインであったが競争力は低く、結果的にフォルギエリはチームを去ることになった。
その後は1992年から1994年までブガッティに在籍したのち、地元モデナでオーラル・エンジニアリング（Oral Engineering）の運営に参加していた。
2022年11月2日死去（87歳）。フェラーリは「ともに歴史を築いたことは栄誉です。フェラーリとモータースポーツ界はあなたのことを忘れないでしょう」と追悼のコメントを発表した。